# مدار ۴۷ درجه جنوبی
مدار ۴۷ درجه جنوبی، دایره‌ای از عرض جغرافیایی است که در ۴۷ درجهٔ جنوبی خط استوا  قرار دارد.

## گذر از مناطق
از نصف‌النهار مبدأ شروع می‌شود و به سمت مشرق ۴۷ درجه جنوبی از موارد زیر گذر می‌کند:
| مختصات‌ها                                             | کشور، قلمرو یا دریا | توضیحات                                                     |
| ---------------------------------------------------- | ------------------- | ----------------------------------------------------------- |
| ۴۷°۰′ جنوبی ۰°۰′ شرقی / ۴۷٫۰۰۰°جنوبی ۰٫۰۰۰°شرقی      | اقیانوس اطلس        |                                                             |
| ۴۷°۰′ جنوبی ۲۰°۰′ شرقی / ۴۷٫۰۰۰°جنوبی ۲۰٫۰۰۰°شرقی    | اقیانوس هند         | Passing just south of the جزایر پرینس ادوارد, آفریقای جنوبی |
| ۴۷°۰′ جنوبی ۱۴۷°۰′ شرقی / ۴۷٫۰۰۰°جنوبی ۱۴۷٫۰۰۰°شرقی  | اقیانوس آرام        | دریای تاسمان                                                |
| ۴۷°۰′ جنوبی ۱۶۷°۴۲′ شرقی / ۴۷٫۰۰۰°جنوبی ۱۶۷٫۷۰۰°شرقی | نیوزیلند            | Stewart Island                                              |
| ۴۷°۰′ جنوبی ۱۶۸°۱۳′ شرقی / ۴۷٫۰۰۰°جنوبی ۱۶۸٫۲۱۷°شرقی | اقیانوس آرام        |                                                             |
| ۴۷°۰′ جنوبی ۷۴°۳′ غربی / ۴۷٫۰۰۰°جنوبی ۷۴٫۰۵۰°غربی    | شیلی                |                                                             |
| ۴۷°۰′ جنوبی ۷۱°۵۲′ غربی / ۴۷٫۰۰۰°جنوبی ۷۱٫۸۶۷°غربی   | آرژانتین            |                                                             |
| ۴۷°۰′ جنوبی ۶۶°۴۸′ غربی / ۴۷٫۰۰۰°جنوبی ۶۶٫۸۰۰°غربی   | اقیانوس اطلس        |                                                             |